# Stora Vällan
Stora Vällan är en sjö i Falu kommun i Dalarna och ingår i Dalälvens huvudavrinningsområde. Sjön är 8 meter djup, har en yta på 2,47 kvadratkilometer och befinner sig 179 meter över havet. Sjön avvattnas av vattendraget Norsbobäcken. Vid provfiske har bland annat abborre, braxen, gers och gädda fångats i sjön.

## Delavrinningsområde
Stora Vällan ingår i det delavrinningsområde (671877-148703) som SMHI kallar för Utloppet av Stora Vällan. Medelhöjden är 198 meter över havet och ytan är 8,17 kvadratkilometer. Räknas de 8 avrinningsområdena uppströms in blir den ackumulerade arean 26,44 kvadratkilometer. Norsbobäcken som avvattnar avrinningsområdet har biflödesordning 3, vilket innebär att vattnet flödar genom totalt 3 vattendrag innan det når havet efter 213 kilometer. Avrinningsområdet består mestadels av skog (51 procent). Avrinningsområdet har 2,45 kvadratkilometer vattenytor vilket ger det en sjöprocent på 30 procent. Bebyggelsen i området täcker en yta av 0,77 kvadratkilometer eller 9 procent av avrinningsområdet.

## Fisk
Vid provfiske har följande fisk fångats i sjön:
- Abborre
- Braxen
- Gärs
- Gädda
- Löja
- Mört